# Droga wojewódzka 170
Die Droga wojewódzka 170 (DW 170) ist eine 8 Kilometer lange Droga wojewódzka (Woiwodschaftsstraße) in der polnischen Woiwodschaft Lebus, die Przeborowo mit Stare Bielice verbindet. Die Straße liegt an der Grenze zur Woiwodschaft Großpolen im Powiat Strzelecko-Drezdenecki. Von 1975 bis 1988 lag die Straße in der Woiwodschaft Gorzów, die dann aufgelöst wurde.

## Straßenverlauf
Woiwodschaft Lebus, Powiat Strzelecko-Drezdenecki
-  Przeborowo (DW 161)
-  Stare Bielice (Alt Beelitz) (DW 174)